# Тэкрей, Джейк
Джон Филип «Джейк» Тэкрей (27 февраля 1938 — 24 декабря 2002) — английский автор-исполнитель, шансонье, поэт, журналист. Пользовался широкой известностью на рубеже 1960-70-х годов, когда его выступления многократно транслировались по телевидению. Песням Джейка Тэкрея трудно дать четкое жанровое определение: он тяготел к повествовательным песенным сюжетам, однако стилистически они представляют собой весьма пеструю смесь — от вульгарно-сниженных комедийных до пасторально-лирических.

### Студийные альбомы
- The Last Will and Testament of Jake Thackray — EMI — 1967
- Jake’s Progress — EMI — 1969
- Bantam Cock — EMI — 1972
- On Again! On Again! — EMI — 1977

### Концертные альбомы
- Live Performance — EMI Records — 1971; перевыпущен в 1976; 2006 (с добавлениями)
- Jake Thackray and Songs — Dingles — 1983
- Live at the Lobster Pot — 2005
- Live at the Lobster Pot volume 2 — 2005
- Jake Thackray — Live in Germany — JTP — 2005

### Сборники
- The Very Best of Jake Thackray — EMI — 1975 (перевыпущен в 2003)
- Lah-Di-Dah — EMI Records — 1991
- The Jake Thackray Project — JTP — 2002
- The Jake Thackray Collection — HMV — 2003
- Live in Germany - The Jake Thackray Project
- Live at the Lobster Pot volumes 1 and 2
- Jake in a Box (4-CD Box set) — EMI — 2006

## Публикации
- Горбачев А. Джейк Тэкрей и француз из Йоркшира. Афиша. 19.08.2011